# Ilha (Pombal)
A Ilha é uma povoação portuguesa do Município de Pombal, sede de paróquia da Diocese de Coimbra e que foi sede da extinta Freguesia de Ilha, freguesia que tinha 16,20 km² de área e 1 931 habitantes (2011), e, por isso, uma densidade populacional de 119,2 hab./km². Esta freguesia localizava-se a oeste do Município, fazendo fronteira com o Município de Leiria.  
A Freguesia de Ilha foi extinta (agregada), pela última Reorganização administrativa do território das freguesias, de acordo com a Lei n.º 11-A/2013 de 28 de Janeiro, tendo o seu território sido agregado ao das freguesias de Guia e Mata Mourisca para constituir a União das freguesias de Guia, Ilha e Mata Mourisca com sede em Mata Mourisca. 
A Freguesia da Ilha fora criada em 1989 a partir da divisão da Freguesia da Mata Mourisca. A primeira ermida no território que constituía a freguesia, foi construída no ano de 1677, sendo aqui enterradas as vítimas martirizadas pelos soldados aquando das Invasões Francesas. 
Ilha é reconhecida pela qualidade do seu artesanato de bracejo e da cestaria. 
O passado fortemente rural desta localidade, principalmente minifúndio, foi substituído nas últimas duas décadas pela construção civil, estando aqui sediadas dezenas de pequenas empresas dedicadas a esta actividade.
Nesta aldeia encontram-se associações culturais tais como BFI (Banda Filarmónica Ilhense) e Rancho da Ilha.

## Património
A Ilha possui também um rico património cultural através da arte do bracejo, sendo uma arte singular do Município de Pombal estando frequentemente em todas os eventos culturais do município e outros.
A Cooperativa das Cestinhas da Ilha, instituição que preserva esta arte, surgiu da vontade de 5 artesãs de preservar a arte do bracejo! 
Partindo de relatos de uma residente em Ilha, o artesanato feito a partir do bracejo surgiu nesta zona de uma brincadeira. Não se sabendo datas em concreto, numa primeira fase os utensílios produzidos cingiam-se ao cofo e alcofa de duas asas. Nos anos 30 do século XX, começam a surgir os capachos e assim se foram desenvolvendo novos produtos ao longo dos tempos.
A arte em bracejo é, assim, uma manifestação da utilização das fibras vegetais, na criação de cofos, alcofas, capachos, esteirões e outros utensílios e objetos de decoração. Para saber mais acerca dos produtos descritos, visite a nossa galeria de imagens.
in "A Arte em Bracejo na Ilha dos Cestos"

## Outros Locais de Interesse
- Capela de São Brás na Água Formosa
- Parque de Lazer da Ilha

## Tradições
- Gastronomia: – Torresmos, Sopa de Vaca e Carneiro Cozido.
- Artesanato: – Cestaria, Olaria, Pintura em Cerâmica, Artesanato de Bracejo e Tapeçaria.
- Festas e Romarias: – Festa da Chouriça em Janeiro, S.Brás em Fevereiro, S. José em Março e Imaculada Conceição em Agosto.

## Associações
- Grupo Desportivo da Ilha - Fundado em 2 de Maio de 1975, conta com aproximadamente 400 associados e dedica-se à prática de Futebol de Onze (Seniores, Juvenis e Juniores).

- Associação de Caçadores da Ilha - Fundada em 1990, conta com aproximadamente 76 associados e dedica-se à prática de Caça e Tiro aos Pratos.

## Entidades de Carácter Social e Associativo
- Agrupamento Semi Breves
- Associação Desportiva Recreativa e Cultural de Água Formosa
- Associação Desportiva e Recreativa Filarmónica Ilhense
- Cooperativa dos Cestinhos da Ilha
- Rancho Etno Popular da Ilha
- Associação Recreativa Cultural Escoura
- Associação Recreativa e Cultural de Promoção Social (ARCUPS)
- Associação Recreativa e Cultural dos Helenos (ARCULHE)
- Centro Social e Paroquial da Ilha
- Comissão Melhoramentos do Lugar da Ilha

## População
| 1991  | 2001  | 2011  |
| 1 612 | 1 862 | 1 931 |

Criada pela Lei n.º 77/89, de 28 de Agosto, com lugares da Freguesia de Mata Mourisca.